# Melanie Griffith

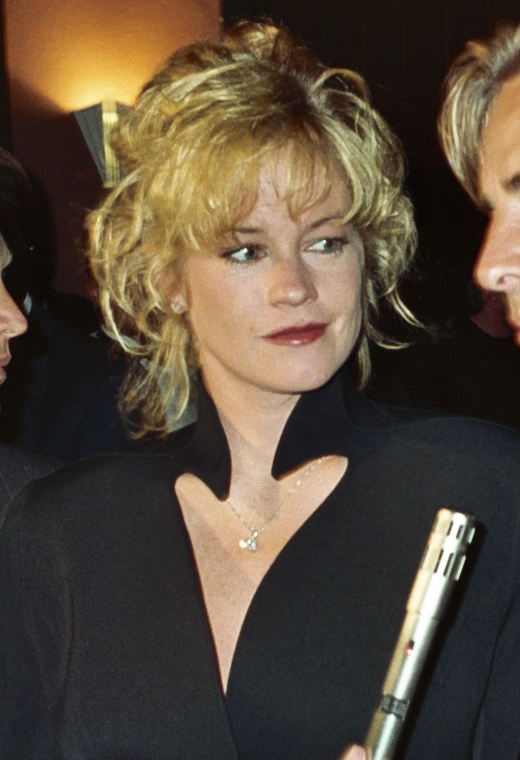
Melanie Griffith

Melanie Griffith (n. 9 august 1957) este o actriță americană. Este cunoscută pentru câștigarea Premiului Globul de Aur pentru cea mai bună actriță în filmul Working Girl. A fost de asemenea nominalizată la Premiile Oscar. Este fiica actriței Tippi Hedren și a actorului Peter Griffith.
S-a născut la New York, iar părinții săi au divorțat când ea avea doar patru ani. Tatăl său, Peter Griffith, s-a recăsătorit cu un model, Nanita Greene și au avut împreună alți doi copii - o actriță și un designer. Mama ei s-a căsătorit cu agentul Noel Marshall, iar Melanie a mai avut din această căsnicie alți trei frați vitregi.
La doar nouă luni a avut primul ei rol într-o reclamă, care ulterior s-a prelungit. În 1975 a avut primul său rol major, în care a avut și multe scene nud, Melanie având doar 17 ani la acea vreme. Mai târziu a jucat rolul unui star porno în thrillerul Body Double. Pentru acest rol a câștigat premiul pentru Cea mai bună actriță, oferit de Asociația Criticilor de Film. Premiul i-a adus rolul principal în pelicula Something Wild (1986). În 1988 a înregistrat marele succes al carierei sale, atunci când a jucat în filmul Working Girl alături de Harrison Ford, Sigourney Weaver, Alec Baldwin și Joan Cusack. Pentru acest rol a fost nominalizată pentru un Oscar și a câștigat Globul de Aur pentru Musical și Comedie.